# Campeonato da NACAC de Atletismo Sub-23 de 2004
A 3ª edição do Campeonato da NACAC de Atletismo Sub-23 foi um campeonato de atletismo organizado pela NACAC no Estádio Université de Sherbrooke, na cidade de Sherbrooke, no Canadá, entre 30 de julho a 1 de agosto de 2004. Essa foi a primeira edição com a nova faixa etária, passando de 25 para 23 anos. O campeonato contou com a participação de 243 atletas de 26 nacionalidades distribuídos em 42 provas. 

## Medalhistas
Resultados completos foram publicados. 

### Masculino
| Evento                      | Ouro                                                                             | Ouro     | Prata                                                                  | Prata    | Bronze                                                                      | Bronze   |
| --------------------------- | -------------------------------------------------------------------------------- | -------- | ---------------------------------------------------------------------- | -------- | --------------------------------------------------------------------------- | -------- |
| 100 metros                  | Churandy Martina (AHO)                                                           | 10.21    | Ernest Wiggins (USA)                                                   | 10.33    | Sean Lambert (GRN)                                                          | 10.40    |
| 200 metros                  | Wallace Spearmon (USA)                                                           | 20.59    | Churandy Martina (AHO)                                                 | 20.75    | Kyle Farmer (USA)                                                           | 20.85    |
| 400 metros                  | Tyler Christopher (CAN)                                                          | 45.25    | Andrae Williams (BAH)                                                  | 45.91    | Sekou Clarke (JAM)                                                          | 45.98    |
| 800 metros                  | Marc Sylvester (USA)                                                             | 1:48.60  | Shaun Smith (JAM)                                                      | 1:49.28  | Erik Sproll (CAN)                                                           | 1:49.38  |
| 1 500 metros                | Graeme Wells (CAN)                                                               | 3:49.30  | Juan Almonte (DOM)                                                     | 3:51.29  | David Roulston (CAN)                                                        | 3:52.12  |
| 5 000 metros                | Antonio Cortez (MEX)                                                             | 14:47.32 | Julio César Pérez (MEX)                                                | 14:53.98 | Ryan Sheehan (USA)                                                          | 14:59.84 |
| 20 km marcha atlética       | Horacio Nava (MEX)                                                               | 1:33:29  | Matthew Boyles (USA)                                                   | 1:34:36  | Álvaro García (MEX)                                                         | 1:36:15  |
| 110 metros barreiras        | Josh Walker (USA)                                                                | 13.78    | Eric Mitchum (USA)                                                     | 13.86    | Ricardo Melbourne (JAM)                                                     | 14.10    |
| 400 metros barreiras        | LaRon Bennett (USA)                                                              | 49.40    | Ben Wiggins (USA)                                                      | 49.93    | Adrian Findlay (JAM)                                                        | 49.95    |
| 3.000 metros com obstáculos | Noé Durado (MEX)                                                                 | 8:52.42  | Steve Zieminski (USA)                                                  | 8:56.35  | Ian Dobson (USA)                                                            | 8:58.82  |
| 4×100 metros estafetas      | Estados Unidos · Wes Felix · Wallace Spearmon · Kyle Farmer · Ernest Wiggins     | 39.03    | Barbados · Jamal Simmons · Andrew Hinds · Wilan Louis · Jason Hunte    | 39.83    | Bahamas · Fernarder Lowell · Jerrell Forbes · Adrian Carey · Derrick Atkins | 40.24    |
| 4×400 metros estafetas      | Estados Unidos · Craig Everhart · Benjamin Wiggins · LaRon Bennett · Andrew Rock | 3:02.36  | Jamaica · Orlando Reid · Oral Thompson · Isa Phillips · Adrian Findlay | 3:05.79  | Barbados · Jason Hunte · Wilan Louis · Samuel Payne · Jamal Simmons         | 3:11.54  |
| Salto em altura             | Keith Moffatt (USA)                                                              | 2.15m    | Teak Wilburn (USA)                                                     | 2.15m    | Damon Thompson (BAR)                                                        | 2.10m    |
| Salto com vara              | Jon Takahashi (USA)                                                              | 5.20m    | Christián Sánchez (MEX)                                                | 5.10m    | David Foley (CAN)                                                           | 5.00m    |
| Salto em comprimento        | Juane Armon (USA)                                                                | 7.52m    | Matt Mason (USA)                                                       | 7.43m    | Adrian Griffith (BAH)                                                       | 7.20m    |
| Salto triplo                | Aarik Wilson (USA)                                                               | 16.69m   | Allen Simms (USA)                                                      | 16.24m   | Kenneth Sylvester (JAM)                                                     | 15.73m   |
| Arremesso de peso           | Jeff Chakouian (USA)                                                             | 18.74m   | Dan Taylor (USA)                                                       | 18.73m   | Dorian Scott (JAM)                                                          | 17.62m   |
| Lançamento de disco         | Michael Robertson (USA)                                                          | 58.57m   | Karl Erickson (USA)                                                    | 55.83m   | Jim Steacy (CAN)                                                            | 53.11m   |
| Lançamento do martelo       | Jim Steacy (CAN)                                                                 | 69.82m   | Dan Taylor (USA)                                                       | 63.13m   | Luis García (MEX)                                                           | 58.27m   |
| Lançamento do dardo         | Eric Brown (USA)                                                                 | 73.11m   | Paul Pisano (USA)                                                      | 70.37m   | Michael Harber (CAN)                                                        | 66.37m   |
| Decatlo                     | Trey Hardee (USA)                                                                | 7218 pts | Travis Brandstatter (USA)                                              | 7121 pts | Jamie Adjetey-Nelson (CAN)                                                  | 6733 pts |

### Feminino
| Evento                      | Ouro                                                                                    | Ouro     | Prata                                                                           | Prata    | Bronze                                                                  | Bronze   |
| --------------------------- | --------------------------------------------------------------------------------------- | -------- | ------------------------------------------------------------------------------- | -------- | ----------------------------------------------------------------------- | -------- |
| 100 metros                  | Nadine Palmer (JAM)                                                                     | 11.39    | Kerron Stewart (JAM)                                                            | 11.40    | Virginia Powell (USA)                                                   | 11.60    |
| 200 metros                  | Lakadron Ivery (USA)                                                                    | 24.42    | Shernette Hyatt-Davis (JAM)                                                     | 24.63    | Amandi Rhett (USA)                                                      | 24.71    |
| 400 metros                  | Tiandra Ponteen (SKN)                                                                   | 51.19    | DeeDee Trotter (USA)                                                            | 51.46    | Monique Henderson (USA)                                                 | 51.67    |
| 800 metros                  | Carlene Robinson (JAM)                                                                  | 2:04.04  | Julia Howard (CAN)                                                              | 2:05.81  | Brooke Patterson (USA)                                                  | 2:06.62  |
| 1 500 metros                | Darolyn Trembath (CAN)                                                                  | 4:29.20  | Shannon Slater (CAN)                                                            | 4:31.88  |                                                                         |          |
| 5 000 metros                | Jamie Krzyminski (USA)                                                                  | 16:26.51 | Emily Kroshus (CAN)                                                             | 16:54.53 | María Elena Valencia (MEX)                                              | 17:05.90 |
| 10 km marcha atlética       | Anne Favolice (USA)                                                                     | 52:12    | Daisy González (MEX)                                                            | 52:21    | Fabiola Pérez (MEX)                                                     | 53:48    |
| 100 metros barreiras        | Lolo Jones (USA)                                                                        | 13.05    | Kasia Williams (JAM)                                                            | 13.27    | Sani Roseby (USA)                                                       | 13.27    |
| 400 metros barreiras        | Shevon Stoddart (JAM)                                                                   | 56.86    | Dominique Darden (USA)                                                          | 57.02    | Camile Robinson (JAM)                                                   | 58.00    |
| 3.000 metros com obstáculos | Amber Ferner (USA)                                                                      | 10:33.03 | Jinny Hanifan (USA)                                                             | 10:48.54 | Kristin Carpenter (CAN)                                                 | 11:46.94 |
| 4×100 metros estafetas      | Jamaica · Kerron Stewart · Nadine Palmer · Shernette Hyatt-Davis · Alecia Sewell        | 43.62    | Estados Unidos · Lolo Jones · Virginia Powell · Sani Roseby · Lakadron Ivery    | 43.63    | Barbados · Lyn-Marie Cox · Geena Williams · Jade Bailey · Lian Lucas    | 44.34    |
| 4×400 metros estafetas      | Estados Unidos · DeeDee Trotter · Charlette Griggs · Cassandra Reed · Monique Henderson | 3:29.10  | Jamaica · Moya Thompson · Carlene Robinson · Shevon Stoddart · Camille Robinson | 3:35.42  | Barbados · Lyn-Marie Cox · Geena Williams · Letitia Gilkes · Lian Lucas | 3:50.62  |
| Salto em altura             | Kaylene Wagner (USA)                                                                    | 1.87m    | Levern Spencer (LCA)                                                            | 1.85m    | Kristen Matthews (CAN) · Deirdre Mullen (USA)                           | 1.79m    |
| Salto com vara              | Cecilia Villar (MEX)                                                                    | 3.60m    | Sue Kupper (CAN)                                                                | 3.60m    |                                                                         |          |
| Salto em comprimento        | April Holliness (USA)                                                                   | 6.28m w  | Kedine Geddes (JAM)                                                             | 6.26m w  | Chelsea Hammond (JAM)                                                   | 6.24m w  |
| Salto triplo                | Chi Chi Aduba (USA)                                                                     | 13.32m   | María Espencer (DOM)                                                            | 12.80m w | Luan Weekes (BAR)                                                       | 11.92m   |
| Arremesso de peso           | Laura Gerraughty (USA)                                                                  | 17.32m   | Jillian Camarena (USA)                                                          | 17.11m   | Zara Northover (JAM)                                                    | 15.91m   |
| Lançamento de disco †       | Becky Breisch (USA)                                                                     | 53.26m   | Dayana Octavien (USA)                                                           | 48.95m   | Novelle Murray (CAN)                                                    | 46.51m   |
| Lançamento do martelo †     | Loree Smith (USA)                                                                       | 63.83m   | Jessica Cosby (USA)                                                             | 63.70m   | Sultana Frizell (CAN)                                                   | 57.38m   |
| Lançamento do dardo         | Dana Pounds (USA)                                                                       | 53.15m   | Ana Gutiérrez (MEX)                                                             | 49.49m   | Erma Gene Evans (LCA)                                                   | 48.86m   |
| Heptatlo                    | Jackie Johnson (USA)                                                                    | 5485 pts | Brooke Meredith (USA)                                                           | 5048 pts | Samantha Anderson (CAN)                                                 | 4966 pts |

†: Julie Bourgon, do Canadá, disputou o campeonato como convidada na prova do arremesso de disco, ficando em segundo lugar com 49,92 m. 

†: Michelle Fournier e Nathalie Thénor, ambas do Canadá, disputaram o campeonato como convidadas na prova do arremesso de martelo, ficando em 3º e 4º com 58,14 m e 57,82 m, respectivamente.

## Quadro de medalhas
| Ordem | País                  | Medalha de ouro | Medalha de prata | Medalha de bronze | Total |
| ----- | --------------------- | --------------- | ---------------- | ----------------- | ----- |
| 1     | Estados Unidos        | 28              | 21               | 9                 | 58    |
| 2     | Jamaica               | 4               | 7                | 8                 | 19    |
| 3     | Canadá                | 4               | 4                | 11                | 19    |
| 4     | México                | 4               | 4                | 4                 | 12    |
| 5     | Antilhas Holandesas   | 1               | 1                | 0                 | 2     |
| 6     | São Cristóvão e Neves | 1               | 0                | 0                 | 1     |
| 7     | República Dominicana  | 0               | 2                | 0                 | 2     |
| 8     | Barbados              | 0               | 1                | 5                 | 6     |
| 9     | Bahamas               | 0               | 1                | 2                 | 3     |
| 10    | Santa Lúcia           | 0               | 1                | 1                 | 2     |
| 11    | Granada               | 0               | 0                | 1                 | 2     |
| Total | Total                 | 42              | 42               | 41                | 125   |

## Participação
243 atletas de 26 nacionalidades membros da NACAC participaram do evento. 
| - Antígua e Barbuda (1) - Aruba (1) - Bahamas (10) - Barbados (14) - Belize (1) - Bermudas (1) - Ilhas Virgens Britânicas (1) | - Canadá (48) - Ilhas Caimã (3) - Costa Rica (4) - Dominica (1) - República Dominicana (8) - El Salvador (4) - Granada (3) | - Guatemala (3) - Haiti (1) - Jamaica (28) - México (21) - Antilhas Holandesas (1) - Porto Rico (14) | - São Cristóvão e Neves (4) - Santa Lúcia (2) - São Vicente e Granadinas (2) - Turcas e Caicos (1) - Estados Unidos (64) - Ilhas Virgens Americanas (1) |

Legenda
| Recorde mundial       | Recorde mundial (World record)               |                       | Recorde africano                      | Recorde africano (African) |                                           | Q | Classificado por posição (Qualified) |
| Recorde do campeonato | Recorde do campeonato (Championship record)  | Recorde da América    | Recorde da América (Americas)         | q                          | Classificado por melhor tempo (Qualified) |   |                                      |
| Melhor marca do ano   | Melhor marca do ano (World leading)          | Recorde asiático      | Recorde asiático (Asian)              | DNS                        | Não largou (Did not start)                |   |                                      |
| Recorde nacional      | Recorde nacional (National record)           | Recorde europeu       | Recorde europeu (European)            | DNF                        | Não terminou (Did not finish)             |   |                                      |
| Recorde pessoal       | Recorde pessoal do atleta (Personal best)    | Recorde da Oceania    | Recorde da Oceania (Oceania)          | DSQ / DQ                   | Desclassificado (Disqualified)            |   |                                      |
| Recorde da temporada  | Recorde da temporada do atleta (Season best) | Recorde sul-americano | Recorde sul-americano (South America) | NM                         | Sem marca (No mark)                       |   |                                      |